# Garðar Gunnlaugsson
Garðar Bergmann Gunnlaugsson (født 25. april 1983 i Akranes, Island) er en islandsk tidligere fodboldspiller (angriber). 
Gunnlaugsson spillede ti år for ÍA Akranes i sin fødeby, og vandt det islandske mesterskab med klubben i 2001. Han havde også udlandsophold hos blandt andet IFK Norrköping i Sverige og tyske SpVgg Unterhaching. Han spillede desuden én kamp for det islandske landshold, en venskabskamp mod Finland 13. januar 2016.

## Titler
Islandsk mesterskab
- 2001 med ÍA Akranes

Islandsk pokal
- 2003 med ÍA Akranes
- 2005 med Valur